# بیگ کامیک اسپیریت
بیگ کامیک اسپیریت (ژاپنی: ビッグコミックスピリッツ هپبورن: Biggu Komikku Supirittsu) عنوان یک مجله هفتگی سینن مانگای ژاپنی است که توسط انتشارات شوگاکوکان در دوشنبه هر ماه به چاپ می‌رسد. اولین شماره از این مجله در تاریخ ۱۴ اکتبر ۱۹۸۰ منتشر شد. خوراک، ورزش، و رمانس از موضوعات متداول این مجله هستند، و داستان‌های آن اغلب ارزش‌های رایج را زیر سوال می‌برد. تیراژ مجله در سال ۲۰۰۸ به‌طور متوسط ۳۰۰٬۰۰۰ نسخه بود، اما تا سال ۲۰۱۵ به ۱۶۸٬۲۵۰ نسخه کاهش یافت. در سال ۲۰۰۹، شوگاکوکان یک مجله خواهر جدید تحت عنوان ماهنامه بیگ کامیک اسپیریت راه‌اندازی کرد.